# Winston Santos
Winston Santos Fuentes (ur. 5 marca 1968) – wenezuelski zapaśnik. Olimpijczyk z Atlanty 1996, gdzie zajął dziewiętnaste miejsce w kategorii 62 kg w stylu klasycznym. Dwukrotny uczestnik mistrzostw świata, siedemnasty w 1995. Dwa medale na igrzyskach panamerykańskich, srebro w 1995. Trzy razy na podium mistrzostw panamerykańskich, srebrny medal w 1993. Wicemistrz igrzysk igrzysk Ameryki Środkowej i Karaibów w 1993. Mistrz igrzysk boliwaryjskich w 1989 i 1993 roku.
Obecnie trener zapasów, prowadził ekipę swego kraju podczas igrzysk południowo-amerykańskich w 2014 roku.